# Шоберлехнер, Софья Филипповна
Софья Филипповна Шоберлехнер (урождённая Даль-Окка; 1807—1863) — российско-итальянская оперная певица.

## Биография
Представительница музыкального семейства, дочь Филиппо (Филиппа Францевича) Даль-Окка (1759—1841), с 1786 года работавшего при российском императорском дворе как камер-музыкант, клавесинист и вокалист, а также вокальный педагог. Под руководством отца получила первоначальное музыкальное образование. Уже в возрасте четырёх лет она выступила в публичном концерте в Петербурге, во время которого, стоя на табуретке, исполнила арию Джованни Паизиелло и со своим отцом дуэт Доменико Чимароза. На этом концерте она получила первый подарок императора Александра I — бриллиантовые серьги. В последующие годы неоднократно выступала в публичных концертах и несколько раз пела во дворце в присутствии Императорской фамилии.
В 1824 г. вышла замуж за пианиста и композитора Франца Шоберлехнера и уехала с ним в Германию, где прожила три года, продолжая всё время работать над своим голосом. Затем она дала ряд концертов в Вене, Дрездене, Флоренции и других городах, создавших ей сразу репутацию первоклассной артистки. В 1827 г. она вернулась в Петербург; здесь тоже дала несколько концертов, имевших значительный успех, и была ангажирована в труппу итальянской оперы как примадонна. В течение трёх лет она неизменно пользовалась широкими симпатиями публики.
Лучшими её операми были «Семирамида», «Отелло», «Зельмира» и «Сорока-воровка». Когда в 1830 г. истёк срок контракта, Шоберлехнер высказала желание поступить в русскую оперу, но дирекция Императорских театров предложила ей очень невыгодные условия, и Шоберлехнер уехала из Петербурга в Италию. В Италии она пела в Болонье, Риме, Милане, Флоренции и других городах. Особенным триумфом отличались её пребывание в Болонье, где она пела вместе с другой знаменитейшей в то время певицей Малибран; в Милане, где она выступала в театре La Scala, и в Модене, где публика, проводив её из театра до дома, заставляла её, стоя у окна, повторять пропетые перед тем в театре арии.
Из Италии Шоберлехнер отправилась в Вену, где во время второго концерта была увенчана на самой сцене лавровым венком. Потом Шоберлехнер пела в Дрездене, Берлине; наконец снова вернулась в Россию и концертировала с большим успехом в Петербурге и Москве. В начале 1840-х годов голос Шоберлехнер стал слабеть; убедившись в этом, она около 1845 года оставила сцену и поселилась во Флоренции, где и прожила до самой смерти.